# Tinea enchytopa
Tinea enchytopa is een vlinder uit de familie van de echte motten (Tineidae). De wetenschappelijke naam van de soort werd in 1931 gepubliceerd door Edward Meyrick. De soort komt voor in Argentinië.